# Julian Klein von Diepold

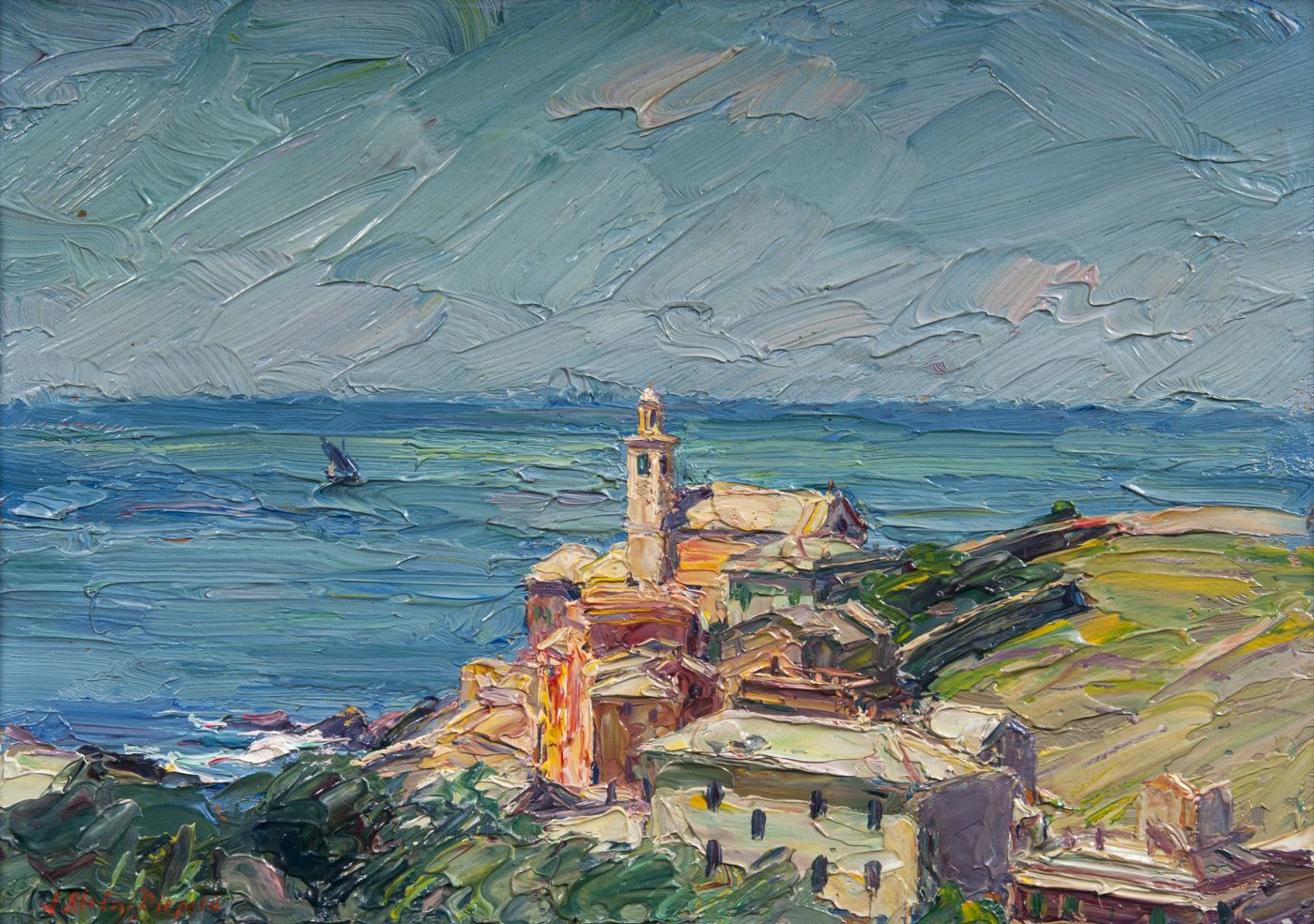
An der Küste von Genua

Julian Klein von Diepold (* 25. Januar 1868 in Dortmund; † 20. November 1947 auf Norderney) war ein deutscher Landschafts- und Porträtmaler sowie Grafiker der Düsseldorfer Schule.

## Leben
Klein von Diepold war Sohn des Düsseldorfer Malers Friedrich Emil Klein und dessen Ehefrau, der Dichterin Friederika Wilhelmina Ada von Diepold, sowie Bruder der Maler Leo Klein von Diepold und Maximilian (Max) Klein von Diepold und des Kunstschriftstellers Rudolf Klein-Diepold. Er wuchs seit 1873 in Düsseldorf auf, wo er ersten Malunterricht von seinem Vater erhielt. Ab 1886 studierte er an der Kunstakademie Düsseldorf. Dort waren Hugo Crola und Peter Janssen der Ältere seine Lehrer.
1888 wechselte Klein von Diepold an die Akademie von Antwerpen, wo er Schüler von Charles Verlat und Meisterschüler von Julian De Vriendt (1842–1935) war. Nach dem Besuch von Zeichenklassen (1888–1891), in denen nach antiken und lebenden Modellen gearbeitet wurde, besuchte er 1890/1891 eine Klasse für Bildhauerei. Unter der Anleitung De Vriendts schuf er ab 1892/1893 erste eigenständige Gemälde. Er unternahm Studienreisen durch Belgien und Frankreich, die ihn nicht nur mit den Gemälden der flämischen und altniederländischen Meister, sondern auch mit der zeitgenössischen Malerei bekannt machte, etwa mit der Kunst von Vincent van Gogh, Jozef Israels, Gustave Courbet, Jean-François Millet und der Schule von Barbizon. Seit 1893 unterhielt er ein eigenes Atelier in Antwerpen, deren Akademie ihn im gleichen Jahr mit einem Preis auszeichnete.
1893 reiste er nach Italien. Er besuchte die Italienische Riviera und Florenz, wo er sich ein halbes Jahr in der Bildhauerei versuchte, ehe er 1894 – angezogen vom französischen Impressionismus – nach Paris ging. 1895 kehrte er an die Riviera zurück. 1896 heiratete er die Italienerin Ida Bianchi, die Tochter eines Ingenieurs, und zog mit ihr nach Rom. Das Paar bekam zwei Kinder, die Tochter Maria und den Sohn Helmut. Zwischen 1903 und 1914 unternahm Klein von Diepold mehrere Reisen und wechselte mehrfach den Wohnsitz, etwa nach Antwerpen und in den Taunus, von wo aus er ein Schüleratelier in Frankfurt am Main betrieb. 1909 gründete er ein Atelier in Berlin, 1910 war er wieder an der Riviera, in der Nähe von Genua. Dort lebte er mit seiner Familie bis zum Ausbruch des Ersten Weltkriegs, der dazu führte, dass er nach Berlin zog, mit dem deutschen Impressionismus von Max Liebermann, Walter Leistikow, Max Slevogt und Lovis Corinth vertraut wurde und zwischen 1916 und 1918 an den Ausstellungen der Freien Secession teilnahm.
1919 folgte er einer Einladung des Emder Oberbürgermeisters Leo Fürbringer und entdeckte die Landschaft Ostfrieslands für seine Malerei. 1923 lebte er ein Jahr in Mansie bei Westerstede. Nach der Scheidung von seiner Frau Ida heiratete er 1925 die Ostfriesin Margarethe Iderhoff. Das Paar, das nach Norderney zog und sommers dort lebte, bekam den Sohn Manfred, der später ein Bildhauer werden sollte. Winters hielt sich Klein von Diepold entweder in Berlin oder in Italien auf. Das Berliner Atelier, in dem sich ein Großteil seiner Gemälde befand, wurde kurz vor Ende des Zweiten Weltkriegs zerstört.
Klein von Diepold malte zumeist in Öl, hauptsächlich Landschaften, daneben Porträts, einige Stillleben sowie Genreszenen. Landschaften stellte er auch in Aquarelltechnik, Figuren- und Landschaftsstudien in Kreide, Kohle, Rötel oder Bleistift dar, Porträts in Pastell. Außerdem schuf er Lithografien und Radierungen.
Ein Selbstporträt und weitere Werke Klein von Diepolds besitzt das Ostfriesische Landesmuseum Emden.